# Maria Zajączkowska (bibliotekarka)
Maria Zajączkowska (ur. 28 września 1854 w Kołomyi, zm. w marcu 1928 we Lwowie) – polska bibliotekarka.

## Życiorys
W lipcu 1899 została bibliotekarzem w Bibliotece Ordynacji hrabiów Dzieduszyckich we Lwowie, w miejsce zmarłego dwa lata wcześniej Józefa Łozińskiego. Zajmowała się opracowaniem nowego katalogu bibliotecznego (książek), w latach 1900-1910 przygotowała również katalog rękopisów. Przejęła po Łozińskim prowadzenie chronologicznego spisu dokumentów, pozostających w zbiorach bibliotecznych Ordynacji.
W 1920 odeszła z biblioteki, nad którą opiekę przejął niebawem Rudolf Kotula.